# Kasilof
Kasilof és una concentració de població designada pel cens dels Estats Units a l'estat d'Alaska. Segons el cens del 2000 tenia 471 habitants.

## Demografia
Segons el cens del 2000, Kasilof tenia 471 habitants, 180 habitatges, i 124 famílies La densitat de població era de 17,6 habitants/km².
Dels 180 habitatges en un 33,9% hi vivien nens de menys de 18 anys, en un 57,8% hi vivien parelles casades, en un 7,2% dones solteres, i en un 30,6% no eren unitats familiars. En el 22,8% dels habitatges hi vivien persones soles el 2,2% de les quals corresponia a persones de 65 anys o més que vivien soles. El nombre mitjà de persones vivint en cada habitatge era de 2,62 i el nombre mitjà de persones que vivien en cada família era de 3,06.
Per edats la població es repartia de la següent manera: un 27,4% tenia menys de 18 anys, un 5,1% entre 18 i 24, un 28% entre 25 i 44, un 31,4% de 45 a 60 i un 8,1% 65 anys o més.
L'edat mediana era de 40 anys. Per cada 100 dones hi havia 107,5 homes. Per cada 100 dones de 18 o més anys hi havia 111,1 homes.
La renda mediana per habitatge era de 43.929 $ i la renda mediana per família de 58.036 $. Els homes tenien una renda mediana de 45.469 $ mentre que les dones 12.143 $. La renda per capita de la població era de 21.211 $. Aproximadament el 21,4% de les famílies i el 26,4% de la població estaven per davall del llindar de pobresa.

## Poblacions properes
El següent diagrama mostra les poblacions més properes.